# Lutry
Lutry es una comuna suiza del cantón de Vaud, situada en el distrito de Lavaux-Oron. Limita al norte con la comuna de Savigny, al este con Bourg-en-Lavaux, al sur con Lugrin (FR-74), y al oeste con Paudex y Belmont-sur-Lausanne.
La comuna se encuentra a orillas del lago Lemán (también conocido como el Lago de Ginebra) y hace parte de Lavaux, el área declarada Patrimonio de la Humanidad por la Unesco. La comuna formó parte, hasta el 31 de diciembre de 2007, del distrito de Lavaux, círculo de Lutry.

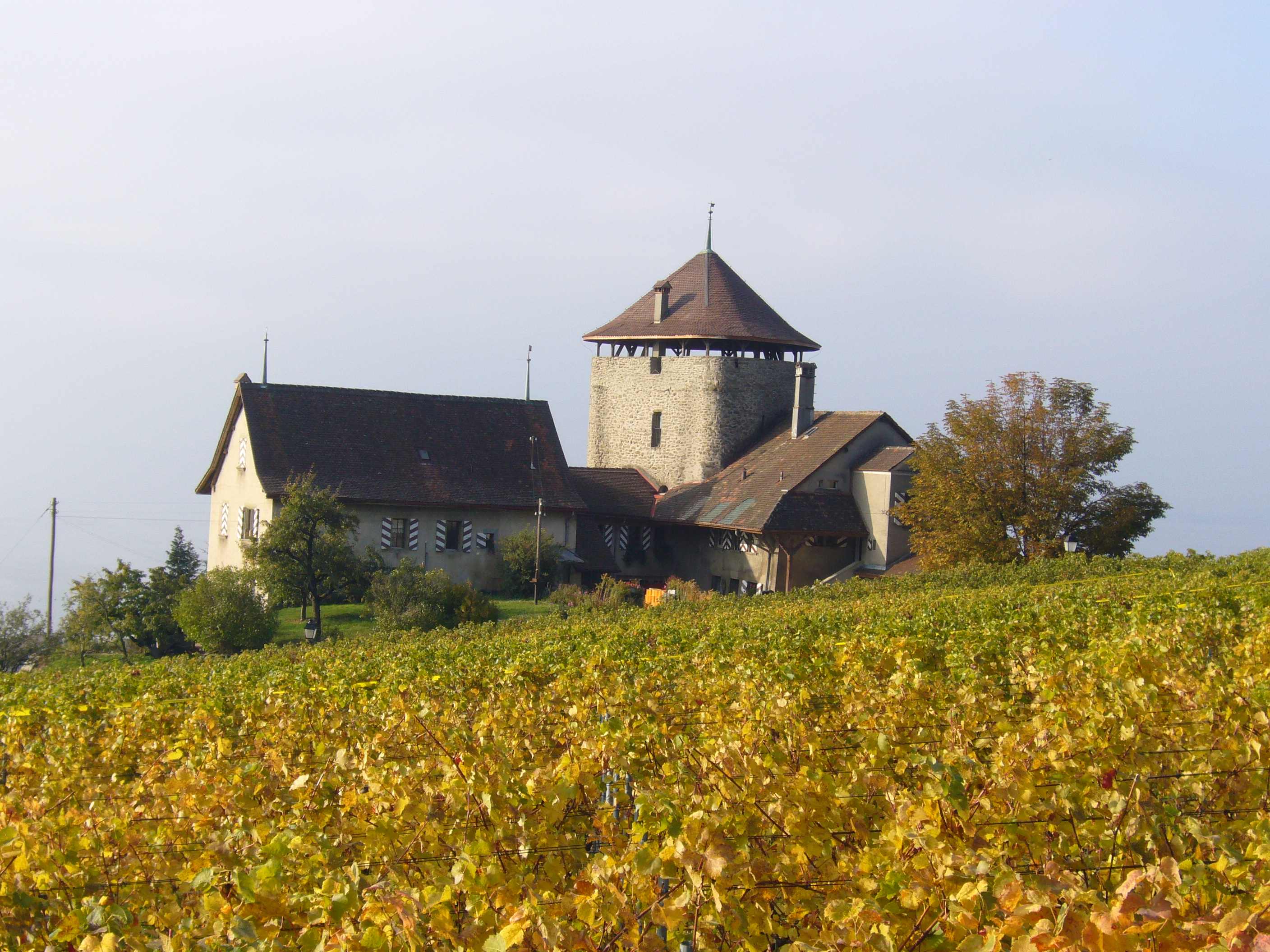
Viñedos de Lutry.

## Transportes
Ferrocarril

SBB / CFF / FFS: https://www.sbb.ch/en/home.html Estación principal de Lutry: https://www.sbb.ch/en/station-services/railway-stations/further-stations/station.1122.lutry.html
Existe una estación de ferrocarril en la localidad en la que efectúan parada trenes de cercanías de dos líneas de la red 'RER Vaud'.